# ياسر القاضي
ياسر القاضي (6 أبريل 1962 -) هو وزير وزارة الاتصالات وتكنولوجيا المعلومات المصري الأسبق، وقد عمل في مجال تكنولوجيا المعلومات والاتصالات لأكثر من 25 عاماً، ويتمتع بخبرة واسعة في التخطيط الاستراتيجي ودمج التكنولوجيا وتطوير الأعمال والتحول التنظيمي.

## التعليم
بعد حصوله على درجة البكالوريوس في هندسة الإلكترونيات والاتصالات من جامعة القاهرة، حصل على عدد من الدرجات العلمية المهنية في تصميم برامج الكمبيوتر وشبكات الاتصالات من الولايات المتحدة الأمريكية.

## الحياة المهنية
تولى القاضي، في يناير 2014، منصب المدير الإقليمي لحلول الشبكات بشركة إتش بي في منطقة الشرق الأوسط والبحر المتوسط وأفريقيا، وتولى كذلك منصب العضو المنتدب لشركة إتش بي مصر.
وفي الفترة من أكتوبر 2010 إلى يناير 2014، تولى القاضي منصب الرئيس التنفيذي لهيئة تنمية صناعة تكنولوجيا المعلومات «إيتيدا»، وقاد جهود الهيئة الرامية إلى تطوير صناعة تكنولوجيا المعلومات في مصر، مما حقق عائدات صادرات بلغت 1.4 مليار دولار، كما حافظ على استمرار النمو بهوامش مستقرة لدى الشركات المحلية العاملة بمجال تكنولوجيا المعلومات وذلك خلال فترة الانكماش الاقتصادي عقب الثورة.
ورعى القاضي، طيلة حياته المهنية، عدد من المبادرات التنموية الوطنية، فعندما تولى منصب مساعد أول وزير الاستثمار، قاد جهود تنمية الاستثمار في مصر، وأشرف على عدد من المشاريع الاستثمارية الاستراتيجية بقيمة 16 مليار دولار. كما ساهم في وضع الاستراتيجية الوطنية لتكنولوجيا المعلومات والاتصالات والابتكار عندما تولى منصب عضو مجلس إدارة هيئة تنمية صناعة تكنولوجيا المعلومات «إيتيدا»، وعضو المجلس الاستشاري لوزارة الاتصالات وتكنولوجيا المعلومات.
وقبل أن يلتحق بالعمل الحكومي، أدار القاضي عدة شركات بارزة وناجحة للغاية خلال فترات من النمو الملحوظ، فقد أنشأ شركة سيسكو سيستمز وطور أعمالها لتزداد 70 ضعفاً، وقاد إستراتيجية سيسكو وجهود تطوير أعمالها في منطقة الشرق الأوسط وأفريقيا والأسواق الناشئة لتحقق نمواً بنسبة 40% مقارنة بالأعوام السابقة وقيمة أعمال بمبلغ 750 مليون دولار. وقد تمكن من إنشاء شركة أوراسكوم للحلول المتكاملة “Orascom IIS” باعتبارها أول مورد لخدمات الاتصالات في مصر، كما قاد شركة الجريسي لمضاعفة حصتها في السوق في فترة عام واحد.

## العضوية
خبرة القاضي العريضة كانت سبباً وراء اختياره ليكون عضواً في مجلس إدارة المؤسسات الاقتصادية والإنمائية الهامة بما في ذلك الهيئة العامة للاستثمار والمناطق الحرة، والمجلس الاستشاري لوزارة الاتصالات وتكنولوجيا المعلومات، وبنك كريدي أجريكول مصر، وهيئة تنمية صناعة تكنولوجيا المعلومات «إيتيدا» قبل أن يتم تعيينه بها في منصب الرئيس التنفيذي.

## الجوائز
حصل القاضي على جائزة الحكومة الجزائرية للتحول القُطري عام 2006، وشهادة التميز لمبادرة التعليم الأردنية عام 2005، وشهادة تقدير لإصلاح منظمة الاتصالات الفلسطينية عام 2005، وخلال فترة عمله بشركة سيسكو، حصل على لقب أفضل مدير قطري للعام وذلك لمدة سنتين متتاليتين، بالإضافة إلى عدد من الجوائز الأخرى المتعلقة ببناء الفريق وقيادة الفكر والأداء المتميز.

## الخبرات
- المدير الإقليمي لحلول الشبكات بشركة إتش بي في منطقة الشرق الأوسط والبحر المتوسط وأفريقيا والعضو المنتدب لشركة إتش بي مصر
- الرئيس التنفيذي لهيئة تنمية صناعة تكنولوجيا المعلومات «إيتيدا» حيث قاد جهود الهيئة الرامية إلى تطوير صناعة تكنولوجيا المعلومات في مصر
- مساعد أول وزير الاستثمار- وزارة الاستثمار - حيث أشرف على مبادرات الوزارة لدعم الاستثمار ومشاريع الاستثمار الاستراتيجية التي بلغ قدرها 16 مليار دولار
- المدير العام لشركة سيسكو سيستمز- منطقة الشرق الأوسط وأفريقيا- حيث قاد إستراتيجية شركة سيسكو وجهود تطوير أعمالها في 60 بلداً في الشرق الأوسط وأفريقيا والأسواق الناشئة، وحققت الشركة نمواً بنسبة 40% مقارنة بالأعوام الماضية وقيمة أعمال بمبلغ 750 مليون دولار
- المدير الإقليمي والمدير العام لشركة سيسكو سيستمز بشمال أفريقيا وبلاد الشام والعراق، حيث قاد أعمال الشركة في المنطقة لتصل قيمة أعمالها 450 مليون دولار، والوصول بمعدلات النمو إلى نسبة 30% مقارنة بالأعوام الماضية

## روابط خارجية
- الاتصالات وتكنولوجيا المعلومات | مصر
- تنمية صناعة تكنولوجيا المعلومات | إيتيدا
- شركة سيسكو